# Roland Svensson
Roland Krister Svensson (ur. 23 czerwca 1945 w Malmö, zm. 20 marca 2014 tamże) – szwedzki zapaśnik walczący w stylu klasycznym. Olimpijczyk z Meksyku 1968, gdzie odpadł w eliminacjach kategorii 57 kg.
Wicemistrz świata w 1969. Czwarty na mistrzostwach Europy w 1969. Zdobył trzy srebrne medale na mistrzostwach nordyckich w latach 1969 - 1973.
Syn Egona Svenssona, zapaśnika i medalisty z Berlina 1936, a kuzyn Leifa Freija, olimpijczyka z Rzymu 1960.